# Batalla de Buna-Gona
La batalla de Buna-Gona fue una importante batalla de la Campaña de Nueva Guinea durante la Guerra del Pacífico en la Segunda Guerra Mundial que tuvo lugar entre el 16 de noviembre de 1942 y el 22 de enero de 1943 en la costa noreste de Nueva Guinea. La batalla se inició cuando fuerzas australianas y estadounidenses asaltaron las cabezas de playa japonesas más importantes en Buna, Sanananda y Gona.
Las fuerzas aliadas se enfrentaron unos 7500 soldados japoneses, tanto tropas que ya habían estado estacionadas allí un tiempo, como a las fuerzas japonesas que se encontraban en retirada de la Campaña del Sendero de Kokoda. En un principio, los comandantes aliados subestimaron ampliamente la resistencia japonesa, al igual que la fortaleza de sus estructuras defensivas, llevando a una sangrienta batalla que terminó con un porcentaje de muertos en ambos bandos mucho mayor que la misma batalla de Guadalcanal.
Pese a los reveses y las traicioneras condiciones de la zona, los aliados terminaron eliminando o capturando a la gran mayoría de las tropas japonesas. El 9 de diciembre de 1942 fuerzas australianas tomaron Gona y cuatro días después soldados estadounidenses lograron capturar la aldea de Buna. Finalmente, la aldea de Sanananda cayó en manos aliadas el 18 de enero, y para el 22 de ese mismo mes toda la resistencia japonesa había sido eliminada, resultando en la expulsión definitiva de todas las fuerzas del Imperio japonés de Nueva Guinea oriental.

## Antecedentes
Luego de que los japoneses fracasaran en sus intentos por tomar Port Moresby por mar tras la batalla del Mar de Coral, fuerzas japonesas invadieron el norte de Nueva Guinea el 21 de julio de 1942 y establecieron fortificaciones a lo largo de la costa en las aldeas de Buna, Gona y Sanananda.

### Condiciones naturales
Al igual que gran parte del territorio de Papúa Nueva Guinea, el clima en el noreste de la isla es tropical con altos niveles de precipitación y temperaturas promedio cerca de los 30 °C a lo largo de todo el año. Debido a esto, en la isla es posible encontrar letales enfermedades tropicales como malaria y disentería.

### Mala preparación aliada
La inteligencia aliada proveyó reportes muy inadecuados antes del desembarco aliado. Muchos de ellos indicaban que había menos de 3000 soldados japoneses, mal alimentados y enfermos apostados entre Buna, Gona y Sananada, cuando en realidad sus números superaban los 6500. Además, la falta de fotos de reconocimiento llevó a los generales aliados a asumir de que debido al terreno pantanoso y traicionero de la zona, las defensas japonesas eran muy probablemente fortificaciones provisionales y que el enemigo no iba a tener intenciones de ofrecer resistencia, lo cual resultó estar particularmente equivocado.
Además de la inteligencia deficiente, los soldados aliados no estaban preparados para la guerra en la selva de Nueva Guinea o las tácticas japonesas. Los soldados estadounidenses habían sido entrenados para la guerra en Europa, estuvieron muy poco tiempo juntos antes de ser enviados a la zona de guerra y sus uniformes eran del color equivocado. Para corregir esto último, los soldados australianos que habían regresado de la primera fase de la Batalla de Kokoda les aconsejaron que tiñeran sus uniformes de verde oscuro. Desafortunadamente, el tinte que utilizaron en Brisbane terminó provocando enfermedades en la piel a muchas de las tropas
Las tropas aliadas iniciaron la batalla sin apoyo naval, de artillería o aéreo. Pese a que la 32.ª División de Infantería estadounidense había traído consigo 36 obuses M101 de 105 mm, estos terminaron siendo dejados en Australia debido a problemas logísticos. Además el General George Kenney, quien estaba al mando de las fuerzas aliadas en el Pacífico Suroeste, indicó que la artillería "no tenía lugar en la lucha en la selva" y que podían reemplazar su función con el poco apoyo aéreo que tenían.

### Defensas japonesas
Las fuerzas japonesas estaban divididas en tres fortificaciones a lo largo de la costa, cada una apostada en cada una de las aldeas principales. Los aproximadamente 5500 soldados de la armada y el ejército que inicialmente estaban estacionadas en esta zona de Nueva Guinea recibían suministros desde Rabaul, incluso vía submarinos. Estas líneas de suministros pudieron ser cortadas por parte de los aliados luego de dos meses de comenzada la batalla.
Los japoneses construyeron fortificaciones de troncos de palmera cocotera a lo largo de la playa, cruzando las líneas de fuego. Las fortificaciones y la artillería se ocultaron en la vegetación, haciéndolas casi invisibles a los atacantes. También tenían francotiradores apostados en los árboles.

### Líneas de suministro aliadas
Las bases más importantes de los aliados en la zona se encontraban alejadas de Buna - Port Moresby y Milne Bay - y los japoneses tenían control sobre el aire y el mar de Bismarck, incrementando la dificultad de la operación.